# St. Peter (Heidelberg-Kirchheim)

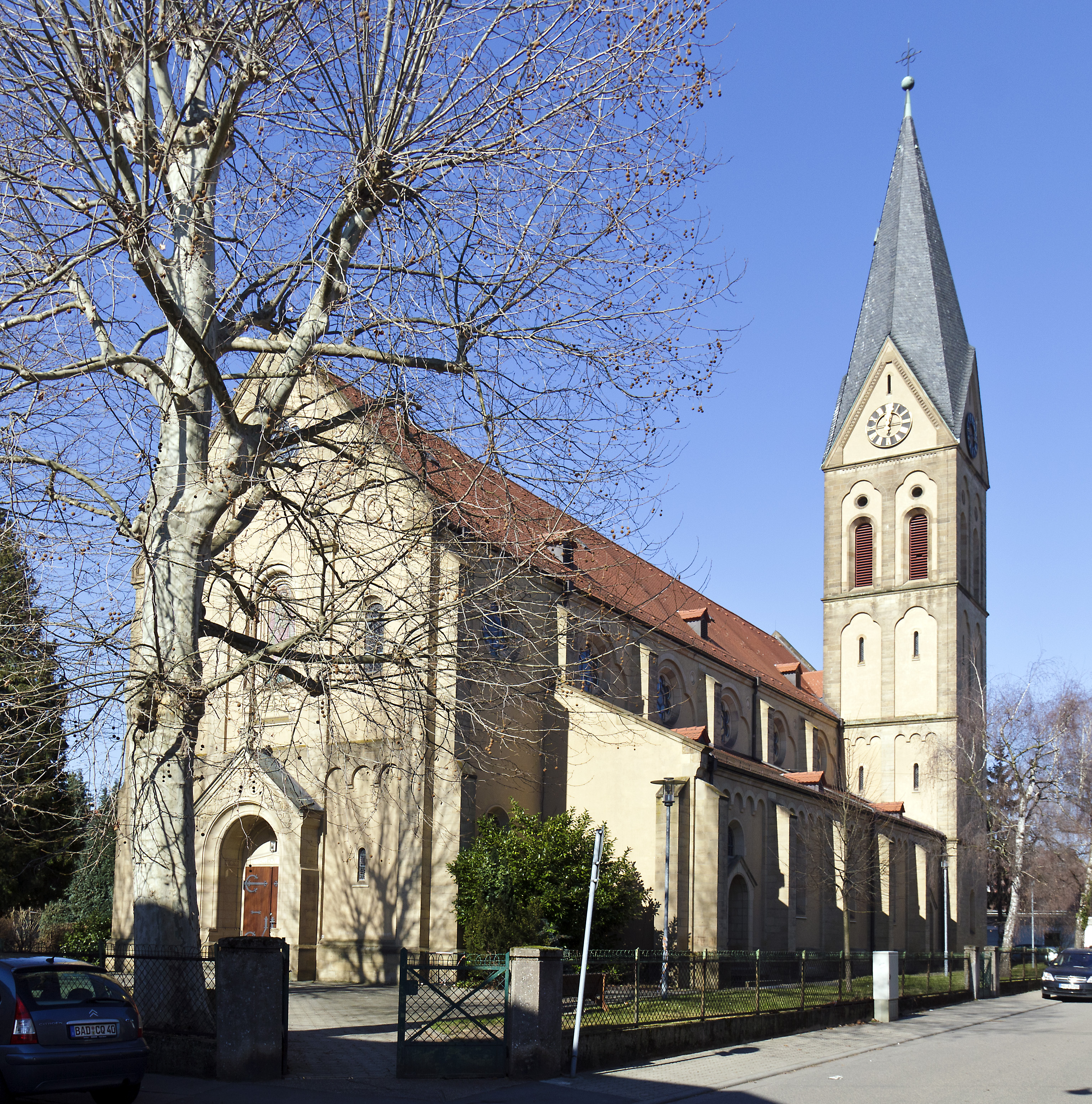
St. Peter von Südosten

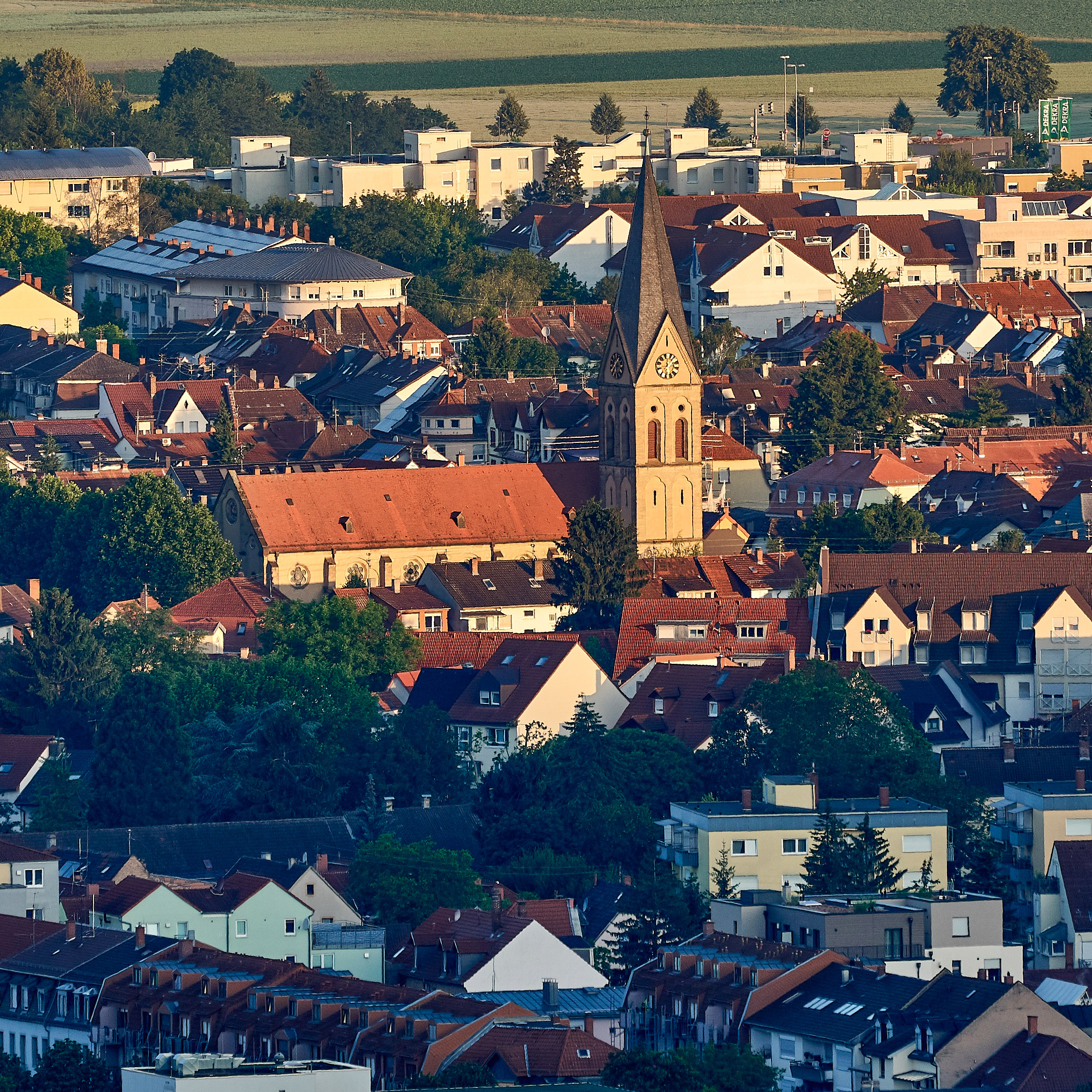
Ansicht von St. Peter von Südosten

St. Peter ist die römisch-katholische Pfarrkirche des Heidelberger Stadtteils Kirchheim. Sie wurde in den Jahren 1908–1909 im neuromanischen Stil erbaut und ist dem Apostel Petrus geweiht.

## Geschichte
Das bis 1920 eigenständige Dorf Kirchheim war seit der Reformation protestantisch. Die alte Dorfkirche, die nach ihrer Zerstörung im Pfälzischen Erbfolgekrieg neu gebaute Petruskirche, wurde von der evangelischen Gemeinde genutzt. 
Durch den Zuzug von Katholiken (ein katholisches Schulhaus wurde 1830 errichtet) ergab sich auch der Wunsch nach einem katholischen Gotteshaus in Kirchheim. Im Jahr 1888 wurde im katholischen Schulhaus zum ersten Mal seit 1562 wieder eine katholische Messe gefeiert. Zwei Jahrzehnte später kam es zum Neubau einer katholischen Kirche. Diese wurde vom Leiter des Erzbischöflichen Bauamtes, Ludwig Maier entworfen, der in Heidelberg bereits für die Planung von St. Bonifatius in der Weststadt und St. Raphael in Neuenheim verantwortlich war. Die Kirche wurde in den Jahren 1908 bis 1909 errichtet, aber erst 1914 konsekriert. Sie übernahm das Patrozinium der alten Petruskirche, das an die frühere Zugehörigkeit zum Bistum Worms erinnert. 1963/64 wurde die Kirche grundlegend umgestaltet, 2006/07 umfassend renoviert. Der aus dem Jahr 1909 stammende Hochaltar der Gebrüder Moroder, der als romanischer Flügelaltar mit Kreuzigungsgruppe, Petri Erniedrigung und Petri Erhöhung ausgeführt war, wurde ebenso wie die Moroder-Kanzel 1964 beseitigt.
Seit 1942 war St. Peter eine eigenständige Pfarrei. Seit dem 1. Januar 2015 ist die Pfarrei nicht mehr rechtlich selbstständig, sondern Teil der Stadtkirche Heidelberg. Leiter der Stadtkirche ist der Pfarrer Joachim Dauer.

## Beschreibung

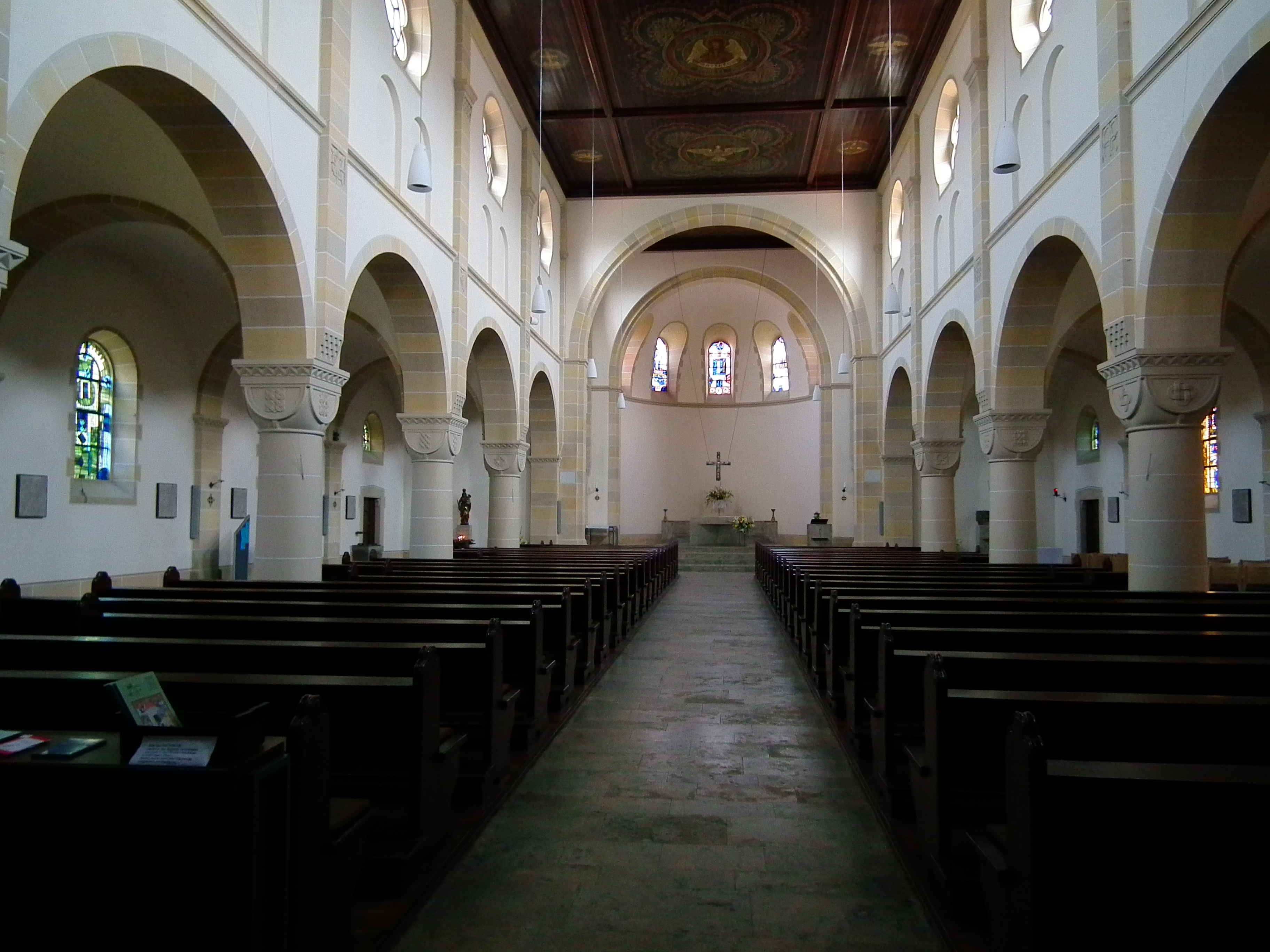
Blick zum Chor

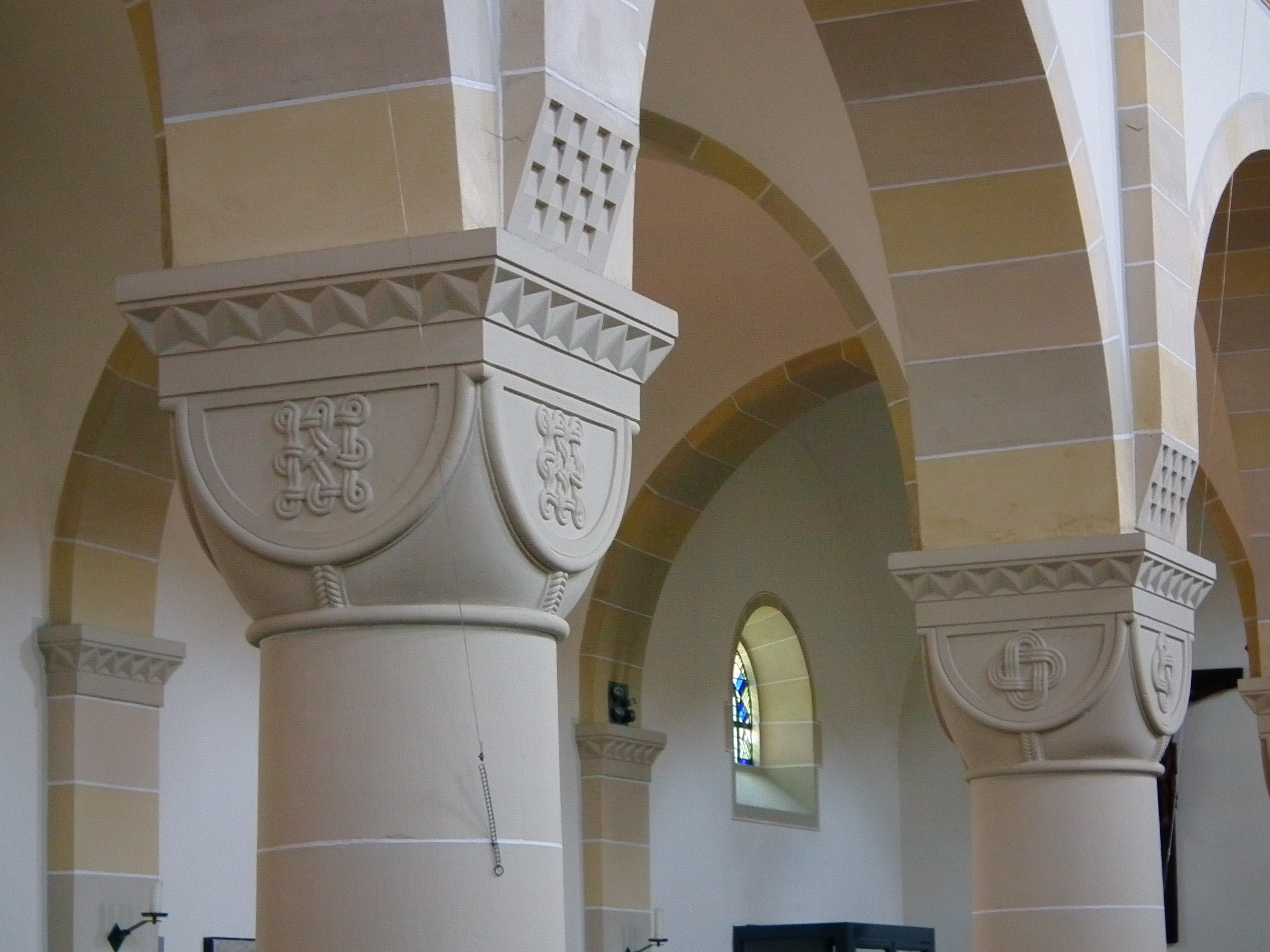
Würfelkapitelle an den Pfeilern

Wie die anderen Heidelberger Neubauten Maiers ist St. Peter im neuromanischen Stil ausgeführt, der sich hier an rheinischen Vorbildern orientiert. Aus städtebaulichen Gründen ist die Kirche nach Norden ausgerichtet. Es handelt sich um eine dreischiffige, flachgedeckte Basilika ohne Querschiff mit halbrunder Apsis. Der markante Turm mit Spitzhelm ist seitlich an den Chor angebaut. Die Fassade und die restlichen Außenmauern sind mit Lisenen und Rundbogenfriesen gegliedert. Die wuchtigen Rundpfeiler im Inneren schließen mit Würfelkapitellen ab.
Im Inneren ist aus der Erbauungszeit nur noch die von Anton Glassen ausgemalte Flachdecke erhalten. Sie zeigt die Apostel Petrus und Paulus sowie die Symbole der vier Evangelisten. Die ursprüngliche neuromanische Ausstattung wurde im Zuge der Umgestaltung 1963/64 entfernt. Altar, Tabernakel, Ambo und Kreuzweg sind modern gestaltet, die Glasfenster wurden von Herbert Kämper entworfen. Im linken Seitenschiff befindet sich eine barocke Madonna.